# Deutscher Caritasverband
Der Deutsche Caritasverband ist ein 1897 in Köln gegründeter Dachverband der organisierten Caritas (lateinisch für Nächstenliebe, Hochschätzung) und Wohlfahrtsverband der römisch-katholischen Kirche in Deutschland. Er ist in der Rechtsform eines eingetragenen Vereins (e. V.) und Spitzenverband von über 900 einzelnen Organisationseinheiten – die meisten davon als selbstständig eingetragene Vereine. Er ist Teil der Liga der so genannten Spitzenverbände der freien Wohlfahrtspflege in Deutschland. Die Spitzenverbände arbeiten zusammen in der Bundesarbeitsgemeinschaft der Freien Wohlfahrtspflege.
Als Zusammenschluss von rund 6.200 rechtlich eigenständigen Trägern mit rund 740.000 Mitarbeitern gilt der Verband als der größte privatrechtliche Arbeitgeber Deutschlands. Zusätzlich engagieren sich rund 500.000 ehrenamtliche Helfer in den Einrichtungen der Caritas. Die Entsprechung der evangelischen Kirche ist die Diakonie Deutschland.

## Geschichte

### Anfänge
Der Prälat Lorenz Werthmann gründete mit fünf weiteren Personen, darunter Cyprian Fröhlich, der bereits 1889 ein Hilfswerk gegründet hatte, am 9. November 1897 in Köln den Charitasverband für das katholische Deutschland. Der Sitz des Verbandes liegt heute in Freiburg im Breisgau. Bald entstanden weitere nationale Caritas-Organisationen in der Schweiz (1901), in Österreich (1903) und in den USA (Catholic Charities, 1910). 1916 erkannte die Fuldaer Bischofskonferenz den Caritasverband als Zusammenfassung der Diözesan-Caritasverbände zu einer einheitlichen Organisation an. Im Jahre 1922 hatten alle deutschen Diözesen einen eigenen Diözesan-Caritasverband mit Direktoren.

### Caritas im Nationalsozialismus
Während Caritaszentrale und -verbände in den ersten Wochen nach der sogenannten Machtergreifung am 30. Januar 1933 sich zunächst distanziert-abwartend verhielten, gab die Caritas zusammen mit den deutschen Bischöfen diese Haltung nach der Regierungserklärung des Reichskanzlers Hitler vom 23. März 1933 auf. Die Caritas begrüßte fortan die „nationale Erhebung“ und setzte Hoffnungen in die nationalsozialistische Regierung. Intern wie öffentlich hoben Repräsentanten der Caritas die Gemeinsamkeiten mit dem Nationalsozialismus hervor: die Überwindung des Klassenkampfes und die Schaffung einer (christlichen) Volksgemeinschaft, der Kampf gegen Liberalismus, Sozialismus, Kommunismus, Bolschewismus, der Kampf gegen die Gottlosenbewegung, Unsittlichkeit und Genusssucht. Speziell in der Wohlfahrtspflege verortete der Präsident des Deutschen Caritasverbandes, Benedikt Kreuz, drei aus Sicht der Caritas sehr begrüßenswerte Ziele des Nationalsozialismus: Der neue Staat wolle als Wohlfahrtsstaat zurücktreten, womit wieder die freie Liebestätigkeit in den Vordergrund rücke, er betone die Selbsthilfe und wende sich gegen die ständigen Ansprüche an Staat und Sozialversicherung und schließlich übe er lebendige Sorge für den „erbgesunden“ Familienaufbau und für die kinderreiche Familie.
Mit Abschluss des bis heute gültigen Reichskonkordats (RK) zwischen dem Heiligen Stuhl und dem Deutschen Reich im Juli 1933 erhielt der Caritasverband eine staatliche Bestandsgarantie (Art. 31 RK), wobei gleichzeitig seine Arbeit durch die neuen Machthaber mitunter politisch und rechtlich eingeengt wurde. Der Generalsekretär des Deutschen Caritasverbandes, Kuno Joerger, würdigte jedoch das Konkordat als einen „bedeutsamen Markstein in der Geschichte des Christentums im Deutschen Volk“ und bestätigte in einem offiziellen Dankschreiben an Reichskanzler Adolf Hitler: „Mit aufrichtigem Dank gegen Gott beglückwünschen wir die Reichsregierung zum erfolgreichen Abschluß des Konkordates und geloben allzeit treueste Pflichterfüllung im Dienste der Notleidenden unseres heißgeliebten Volkes.“
Nachdem sich die Geschicke der katholischen Kirche und des Deutschen Caritasverbandes im „Jahr der nationalen Revolution“ deutlich günstiger gefügt hatten als befürchtet, erklärte sich die Caritas zu einer loyalen Haltung gegenüber dem neuen Staat und zu einer wohlwollenden Zusammenarbeit mit dem nationalsozialistischen Wohlfahrtsverband bereit. In einen Konflikt mit den neuen Machthabern trat die Caritas nur vereinzelt und zur Wahrung ihrer Sonderinteressen. In einem Interview vom 9. März 2018 mahnte Verbandspräsident Peter Neher an, man habe sich „mit dem damals geschehenen Unrecht auseinander[zu]setzen“, und verwies auf das Engagement einzelner verfolgter Christinnen. Die Haltung seines Vorgängers und des Verbandes in den Jahren 1933–1945 thematisierte er nicht; eine offizielle Stellungnahme zur Verbandspolitik des Deutschen Caritasverbandes in der Zeit des Nationalsozialismus ist bislang ausgeblieben.

### Caritas in der Bundesrepublik bis 1990
In der Nachkriegszeit betätigte sich der Caritasverband überwiegend in der Verteilung ausländischer Spenden an die deutsche Bevölkerung, in der Sorge für deutsche Flüchtlinge sowie in der Zusammenführung auseinandergerissener Familien.
Daneben leistete die Caritas über ihre Organisationsstrukturen und in Kooperation u. a. mit dem katholischen Bischof Alois Hudal Fluchthilfe zugunsten zahlreicher namhafter NS-Kriegsverbrecher (u. a. Adolf Eichmann, Josef Mengele, Walter Rauff, Klaus Barbie, Erich Priebke und Erich Müller).
In den 1960er Jahren kam zu der Arbeit mit benachteiligten Menschen in Westdeutschland der Aufbau der internationalen Hilfe, etwa bei Naturkatastrophen oder Kriegen.
Im Jahr 1982 gehörten zum Deutschen Caritas-Verband (DCV) in der Bundesrepublik 22 Diözesan-Caritasverbände, 260 karitative Genossenschaften (Männer- und Frauenordern mit sozialer Aufgabenstellung) und 36 Fachverbände (darunter Malteser-Hilfsdienst, Raphaelswerk, Vinzenz-Verein, Bahnhofsmission, IN VIA Katholische Mädchensozialarbeit Deutscher Verband).
Insgesamt unterhielt die Caritas bis zum Jahr 1990 25.860 Einrichtungen, darunter 950 Krankenhäuser, 1.410 Altenheime und 1.200 Jugendheime, Tagesstätten und Hilfsstationen. Dem Verband gehörten 263.000 hauptberufliche Mitarbeiter an.

### Caritas in der DDR
Die Berliner Bischofskonferenz konnte die Auflösung der Caritas in der DDR verhindern. Die Caritas wurde in die Strukturen der Bistümer eingegliedert, was eine sehr enge Bindung an die örtlichen Pfarrgemeinden begründete. Die örtliche Arbeit der Caritas wurde mit der Bildung von Caritassekretariaten organisiert.
Das Staatsmonopol bei Erziehung und Sozialfürsorge ließ die Arbeit in diesen Bereichen zur Zerreißprobe werden. Nur noch wenige Kinder lebten in katholischen Heimen, da deren Einweisung in konfessionelle Einrichtungen zunehmend unterbunden worden war. Neugründungen von Kindergärten waren nicht möglich. Die bestehenden Kindergärten durften jedoch weiter betrieben werden. Sie leisteten in den Jahren der DDR einen Beitrag für die christliche Erziehung der Kinder.
Ein Schwerpunkt in diesen Jahren war die Schaffung von Einrichtungen für geistig Behinderte und der Aufbau von Diensten für körper- und sinnesbehinderte Menschen.
Nach dem Bau der Berliner Mauer 1961 und Verstärkung der Innerdeutschen Grenze musste durch ihre Abgeschlossenheit caritatives Leben neu gestaltet werden. Große Bedeutung erhielt in dieser Zeit die Schaffung eigener kirchlicher Ausbildungsgänge zur kirchlichen Erzieherin, zur Fürsorgerin, zum Fürsorger (Sozialarbeiter) oder zur Jugendleiterin (Sozialpädagogin) in Leisnig, Karl-Marx-Stadt, Magdeburg und Berlin-Prenzlauer Berg. Hunderte junger Menschen nahmen diese Möglichkeiten trotz fehlender staatlicher Anerkennung wahr. Staatlich anerkannt waren nur die Ausbildungen zur Krankenschwester bzw. zum Krankenpfleger. Mit einer regen Bautätigkeit in diesen Jahren versuchte die Caritas ferner, dem wachsenden Bedarf an Altenheimplätzen gerecht zu werden.

### Nach der Wiedervereinigung
Nach der Wiedervereinigung der beiden deutschen Staaten erfolgte bei den in der DDR vorhandenen Caritasverbänden 1990 die Neu- oder Wiedergründung als Vereine nach bürgerlichem Recht, die sich zu den Zielen des Deutschen Caritasverbandes bekannten. 1993 beschloss der Zentralrat des Deutschen Caritasverbandes erstmals ein „Leitbild des Deutschen Caritasverbandes“; nach einem langen Reformprozess beschloss die Vertreterversammlung im Oktober 2003 eine neue Satzung.
Am 13. Oktober 2021 wurde als erste Frau Eva Maria Welskop-Deffaa zur Präsidentin des Deutschen Caritasverbandes gewählt, die am 16. November 2021 offiziell in ihr Amt eingeführt wurde. Ihr Vorgänger war von 2003 bis Mitte November 2021 Peter Neher. Er reformierte hier die Struktur des Diözesanverbandes und der 17 Kreisverbände neu.

## Struktur

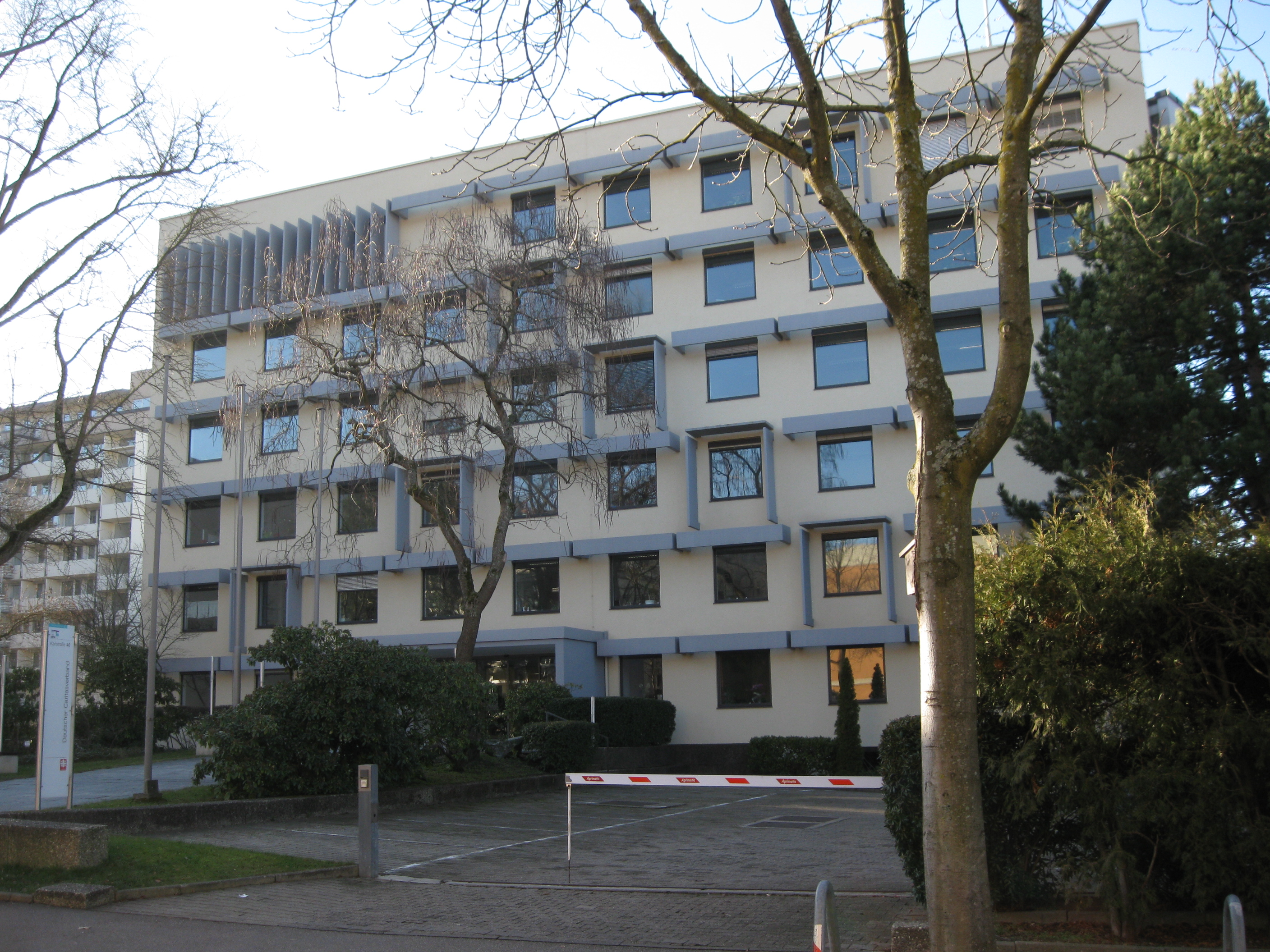
Lorenz-Werthmann-Haus in Freiburg, Hauptsitz

Der Deutsche Caritasverband (DCV) mit Bundesgeschäftsstellen in Berlin, Freiburg i. Brsg. und Brüssel ist Dachverband der 27 Diözesan-Caritasverbände und der anerkannten zentralen Fachverbände. Er wird vertreten von der Präsidentin/dem Präsidenten und von der Delegiertenversammlung auf sechs Jahre wählt. Die Geschäftsführung nimmt ein drei- bis fünfköpfiger hauptamtlicher Vorstand unter Vorsitz der Präsidentin/des Präsidenten wahr. Die Diözesan-Caritasverbände sind dezentral organisiert, d. h. rechtlich eigenständig. Sie unterliegen innerkirchlich der diözesanen Struktur. Hierzu gehören 636 Orts-, Kreis- und Bezirks-Caritasverbände sowie 262 karitative Ordensgemeinschaften.
Der Caritasverband ist föderal aufgebaut. Der Deutsche Caritasverband, die Landescaritasverbände und die Diözesancaritasverbände sowie die Kreiscaritasverbände sind als Dachverbände jeweils selbstständige Rechtsträger, deren Mitglieder dann die Kreis- und Stadtverbände sowie die Fachverbände sind. Diese örtlichen Verbände nehmen verschiedene Rechtsformen an, zum Beispiel e. V. (eingetragene Vereine) oder gGmbH (gemeinnützige Gesellschaften mit beschränkter Haftung), und können zum Teil ihrerseits über erheblichen wirtschaftlichen Einfluss verfügen (zum Beispiel Caritas Trägergesellschaft Trier).
Zum DCV gehört Caritas International (Ci) als internationales Hilfswerk der deutschen Caritas, nicht zu verwechseln mit Caritas Internationalis, der Konföderation der weltweiten Caritasorganisationen, deren deutsches Mitglied der DCV ist. Auch bei der Regionalstruktur der Caritas Europa ist der DCV die deutsche Mitgliedsorganisation.
Dem Vorstand gehören an: Präsidentin Eva Maria Welskop-Deffaa, Susanne Pauser – Vorständin Personal und Digitales sowie Oliver Müller – Vorstand Internationales, Migration und Katastrophenhilfe und Friedrich von Schönfeld – Vorstand Finanzen und Recht. Frau Welskop-Deffaa ist die erste Frau im Präsidentenamt des Deutschen Caritasverbandes.

## Ziele
Caritas versteht sich neben Liturgie und Verkündigung als Wesensäußerung von Kirche in der Welt. Der Verband organisiert sowohl national die Soziale Arbeit der katholischen Kirche für Menschen, unabhängig von Weltanschauung und Religion, tritt aber auch als eine in vielen Ländern tätige soziale Hilfsorganisation in Erscheinung.
Die Ziele des Verbandes leiten sich von der Lehre der römisch-katholischen Kirche ab. Im Leitbild von 1997 legt der Deutsche Caritasverband als Ziele für die Arbeit den Schutz der Menschenwürde, die Solidarität in einer pluralen Welt sowie die Verpflichtung hierzu über Grenzen hinweg fest. Hinsichtlich seiner Aufgaben sieht sich der Caritasverband zur Hilfe für Menschen in Not sowie als Anwalt und Partner Benachteiligter verpflichtet. Er möchte Sozial- und Gesellschaftspolitik mitgestalten und zur Qualifizierung sozialer Arbeit beitragen. Über das Leitbild hinaus gibt es auch andere Ziele, die der Caritas-Verband verfolgt, und genauere Vorgaben, in welche Richtung die Gesellschaftspolitik mitgestaltet werden soll. Das christliche Grundverständnis des Verbands unterscheidet ihn von einem staatlichen oder einem privatwirtschaftlichen Arbeitgeber sowohl im wirtschaftlichen Bereich, wo die Gewinnmaximierung weniger im Vordergrund steht (auch wenn Verluste ebenfalls nicht erwünscht seien), als auch im arbeitsrechtlichen Bereich, was die Anforderungen an Gewissensentscheidungen der Mitarbeiter betrifft.
Kritiker dieser Ausdehnung des Arbeitgeberinteresses auf das Privatleben der Mitarbeiter bemängeln, dass Kündigungen aus solchen Gründen oder ein Verbot der gewerkschaftlichen Organisation dem allgemeinen Arbeitsrecht, dem Grundgesetz und auch dem Leitbild des Caritasverbandes widersprechen, das den Schutz der Menschenwürde und die Solidarität in einer pluralen Welt vertritt. Statt leitbildgemäß Not zu lindern, würden Kündigungen, etwa nach Eingehen einer homosexuellen Lebenspartnerschaft, Ausgrenzung und neue Not schaffen.

## Öffentlichkeitsarbeit
Die Caritas organisiert regelmäßig Kampagnen und Initiativen, vor allem zu sozialpolitischen Themen. Folgende Kampagnen wurden bislang durchgeführt:
- 2010: Zero poverty – Gemeinsam gegen Armut
- 2011: Kein Mensch ist perfekt
- 2012: Armut macht krank
- 2013: Familie schaffen wir nur gemeinsam
- 2014: Weltklimagipfel: Weit weg ist näher, als du denkst
- 2015: Stadt – Land – Zukunft: Fülle dein Land mit Leben
- 2016: Anpacken und Mitmachen – Mach dich stark für Generationengerechtigkeit
- 2017: Zusammen sind wir Heimat
- 2018: Bezahlbares Wohnen: Jeder Mensch braucht ein Zuhause
- 2019: Sozial braucht digital
- 2020: Sei gut, Mensch!
- 2021: Miteinander durch die Krise: #DasMachenWirGemeinsam
- 2022: Zukunft denken, Zusammenhalt leben: #DasMachenWirGemeinsam[24]
- 2023: Für Klimaschutz, der allen nutzt
- 2024: Frieden beginnt bei mir
- 2025: Da kann ja Jeder kommen. Caritas öffnet Türen[25]

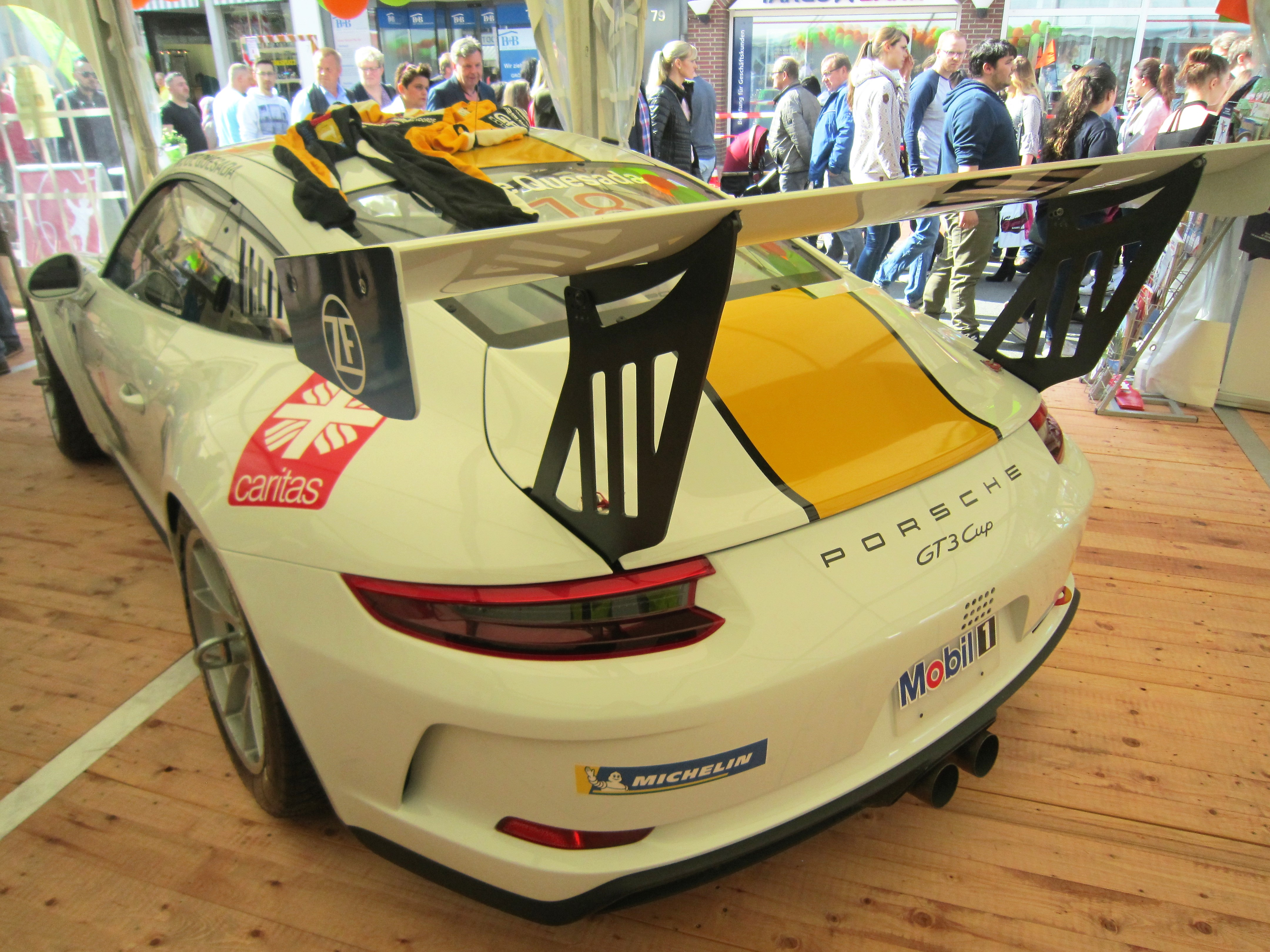
Unkonventionelle Werbung für die Caritas

„Caritas international“, das Not- und Katastrophenhilfswerk des Deutschen Caritasverbandes, versendet Spendenbriefe, wirbt mit Beilagen in Zeitungen und Zeitschriften und schaltet Print- und Onlineanzeigen. Auch über Partnerschaften mit Firmen der Privatwirtschaft lassen die Caritas und ihre Tochtereinrichtungen für sich werben. So ist beispielsweise die Platzierung des auf dem Foto rechts abgebildeten Caritas-Logos auf einem Rennauto Porsche 911 GT3 Ergebnis einer solchen Partnerschaft.

## Caritas als Arbeitgeber
Die rechtlich eigenständigen Träger des deutschen Caritasverbandes beschäftigen bundesweit rund 740.000 hauptamtliche Mitarbeiter mit einem Äquivalent von rund 490.000 Vollzeitstellen. Unter den 472.541 in Teilzeit Beschäftigten sind 9,7 Prozent geringfügig beschäftigt. Der Anteil der Frauen liegt bei 81,7 Prozent. Hinzu kommen rund eine halbe Million ehrenamtliche Mitarbeiter und Freiwillige. Die Caritasverbände gehören in vielen Regionen und Bundesländern zu den größten Arbeitgebern. Der Deutsche Caritasverband ist der größte Wohlfahrtsverband in Deutschland.
Die Mitarbeiter werden nach einem eigenen Tarifwerk, den Richtlinien für Arbeitsverträge in den Einrichtungen des Deutschen Caritasverbandes eingestellt und entlohnt, das an das Tarifwerk des Öffentlichen Dienstes (BAT) und den Tarifvertrag für den öffentlichen Dienst (TVöD) angelehnt ist.
Der Verband unterliegt als Teil der römisch-katholischen Kirche dem Selbstbestimmungsrecht der Kirchen, welches bereits durch Artikel 138 der Weimarer Reichsverfassung (heute in Verbindung mit Artikel 140 des Grundgesetzes) gewährt wird. Dies bringt über den Status der Tendenzbetriebe hinaus einige Besonderheiten im Arbeitsrecht für die Mitarbeiter mit sich. Da sie zur kirchlichen Dienstgemeinschaft gezählt werden, gilt dies selbst dann, wenn sie lediglich zuarbeitende Funktionen ohne direkten Verkündigungscharakter haben.
Bei den EU-Richtlinien, die Diskriminierung in Beschäftigung und Beruf verbieten (2000/78/EG) erhielten Religionsgemeinschaften großzügige Ausnahmeregelungen. So wird statt EU-Recht die Grundordnung des kirchlichen Dienstes angewandt.
Diese Abweichungen von den sonst geltenden arbeitsrechtlichen Normen haben vielfältige Konsequenzen:
- Streikrecht ist unzulässig. Die gewerkschaftliche Organisierung ist selbstverständlich erlaubt.
- Stattdessen werden die Interessen der Arbeitnehmer von frei gewählten Mitarbeitervertretungen (MAV) wahrgenommen bzw. vertreten.
- Tarifveränderungen werden von einer paritätisch besetzten arbeitsrechtlichen Kommission verhandelt.[29][30]
- Das Betriebsverfassungsgesetz gilt nicht; stattdessen gilt eine vom jeweiligen Ortsbischof erlassene MAVO (Mitarbeitervertretungsordnung), die dem Personalvertretungsgesetz nachgebildet ist.
- In bestimmten Funktionen wird eine Zugehörigkeit zur römisch-katholischen, wenigstens aber einer anderen christlichen Kirche vorausgesetzt. Konfessionslose oder Mitglieder bestimmter Glaubensgemeinschaften (zum Beispiel Neuapostolische Kirche) müssen zumindest die christliche Intention des Trägers respektieren.
- Es werden Anforderungen an die persönliche Lebensweise der Mitarbeiter gestellt, die im römisch-katholischen Sinne christlich sein sollen. Offenkundige Abweichungen von diesen Vorstellungen können zur Kündigung durch den Dienstgeber führen. Die Wiederverheiratung nach Scheidung oder das Eingehen einer homosexuellen Lebenspartnerschaft am Standesamt war bis Ende Juli 2015 ein arbeitsrechtlicher Kündigungsgrund. Mit der Reform des katholischen Kirchenarbeitsrechts wird wiederverheirateten[31] oder verpartnerten[32][33] Mitarbeitern nicht mehr gekündigt.
- Streitigkeiten über Geltung und Auslegung des jeweiligen Arbeitsvertrages werden vor den staatlichen Arbeitsgerichten ausgetragen. Kollektivrechtlicher Rechtsstreit (zum Beispiel über die kirchliche Mitbestimmung – MAVO) wird von eigenen kirchlichen Arbeitsgerichten entschieden; kollektivrechtlicher Regelungsstreit wird von kirchlichen diözesanen Einigungsstellen geschlichtet.

## Finanzierung
Der Deutsche Caritasverband ist ein Zusammenschluss seiner Mitglieder. Diese Mitglieder sind finanziell und wirtschaftlich eigenständig und unterliegen nicht der Kontrolle durch den Vorstand, sondern haben hierfür eigene Aufsichtsgremien. Daher verantwortet der Vorstand des Deutschen Caritasverbandes ausschließlich die Finanzen des eingetragenen Vereins Deutscher Caritasverband und nicht die Finanzen der etwa 25.000 Dienste und Einrichtungen der Caritas in Deutschland, die eigene Jahresabschlüsse erstellen. Informationen zur Finanzierung des Deutschen Caritasverbandes e. V. werden seit 2016 in Geschäftsberichten veröffentlicht. Dazu gehören die Bundesgeschäftsstellen in Berlin, Freiburg i. Br., Brüssel und das Hilfswerk Caritas international in Freiburg. Im Geschäftsjahr 2023 betrug die Bilanzsumme 337 Millionen Euro.
Der Gesamtumsatz aller Dienste und Einrichtungen der Caritas wurde 2002 auf rund 25 Milliarden Euro geschätzt. Wie die finanzielle Situation jedes einzelnen Dienstes oder Einrichtung genau aussieht, ist recht unterschiedlich. Generell ist die heutige Finanzierung nur noch zu einem sehr kleinen Teil von Spenden abhängig, der größte Teil wird über Leistungsentgelte vom Staat eingenommen. In den dominierenden Diensten Gesundheitshilfe, Kinder-/Jugendhilfe und Altenpflege spielen Spenden keine bzw. kaum eine Rolle. So tragen die bayerischen Bezirke oder die Landeswohlfahrtsverbände Baden-Württembergs einen Teil der Kosten der Suchtberatungsstellen, und die Sozialversicherungen wie Kranken- und Pflegeversicherung diejenigen der Sozialstationen. In einigen Fällen, wie bspw. bei den Sozialpsychiatrischen Diensten (SPDi) in Bayern, wo die Bezirke Mittel gekürzt und die Krankenkassen sich gänzlich aus der Finanzierung verabschiedet haben, muss die Kirche für Defizite von 20 bis 30 Prozent aufkommen. Andere Dienste, wie beispielsweise in einigen Bundesländern die Schwangerschaftsberatungsstellen, oder auch die Sozialberatung werden komplett von der Caritas bzw. indirekt der römisch-katholischen Kirche finanziert. Diese Eigenmittel kommen unter anderem aus Mitteln der Kirchensteuer, aus Spenden, Caritassammlungen, Vermögensverwaltung und Mitgliederbeiträgen.
Der jeweilige Verband tritt dabei als freier Träger, etwa der Jugend-, Behinderten- oder Altenhilfe auf. Sparmaßnahmen bei öffentlichen Mitteln sowie ein Rückgang des Kirchensteueraufkommens haben in der Arbeit der Caritas vielerorts zu einer erheblichen Verengung der finanziellen Spielräume geführt und Konsolidierungsmaßnahmen notwendig gemacht. Die meisten Einrichtungen arbeiten nach betriebswirtschaftlichen Grundsätzen, werden betriebswirtschaftlich beraten und streben die Kostendeckung im Rahmen der vorher beschriebenen Kriterien an. Verglichen mit anderen Hilfsorganisationen ist der Anteil der Verwaltungskosten relativ gering.
In der Öffentlichkeit wird unter dem Begriff der Caritas-Legende der Finanzierungsanteil der Kirchen kritisch diskutiert. Der Anteil der Kirchengelder, beispielsweise aus der Kirchensteuer, an der Finanzierung aller Aktivitäten der Dienste und Einrichtungen der Caritas wird von verschiedenen externen Fachleuten einer Bandbreite von 1,8 Prozent bis sechs Prozent angegeben. Ursula Nothelle-Wildfeuer, eine Beraterin der Kommission für gesellschaftliche und soziale Fragen der Deutschen Bischofskonferenz, schätzte im Jahr 2023, dass es sich „nur um einen prozentualen Anteil im kleinen einstelligen Bereich“ handelt. Sie widerspricht der These von der Caritas-Legende und vertritt dagegen die These, dass nicht der Staat die Kirchen unterstütze, sondern die Kirchen den Staat bei der Erfüllung seiner sozialstaatlichen Pflichten. Sofern die Kirche Hilfe und Unterstützung für alle Menschen anbiete, dem Sozialstaatsgebot zur Realisierung verhelfe und transparent darstelle, wie sie ihre Projekte, Einrichtungen und Dienstleistungen finanziere, erzähle sie keine Caritas-Legende.

## Einrichtungen

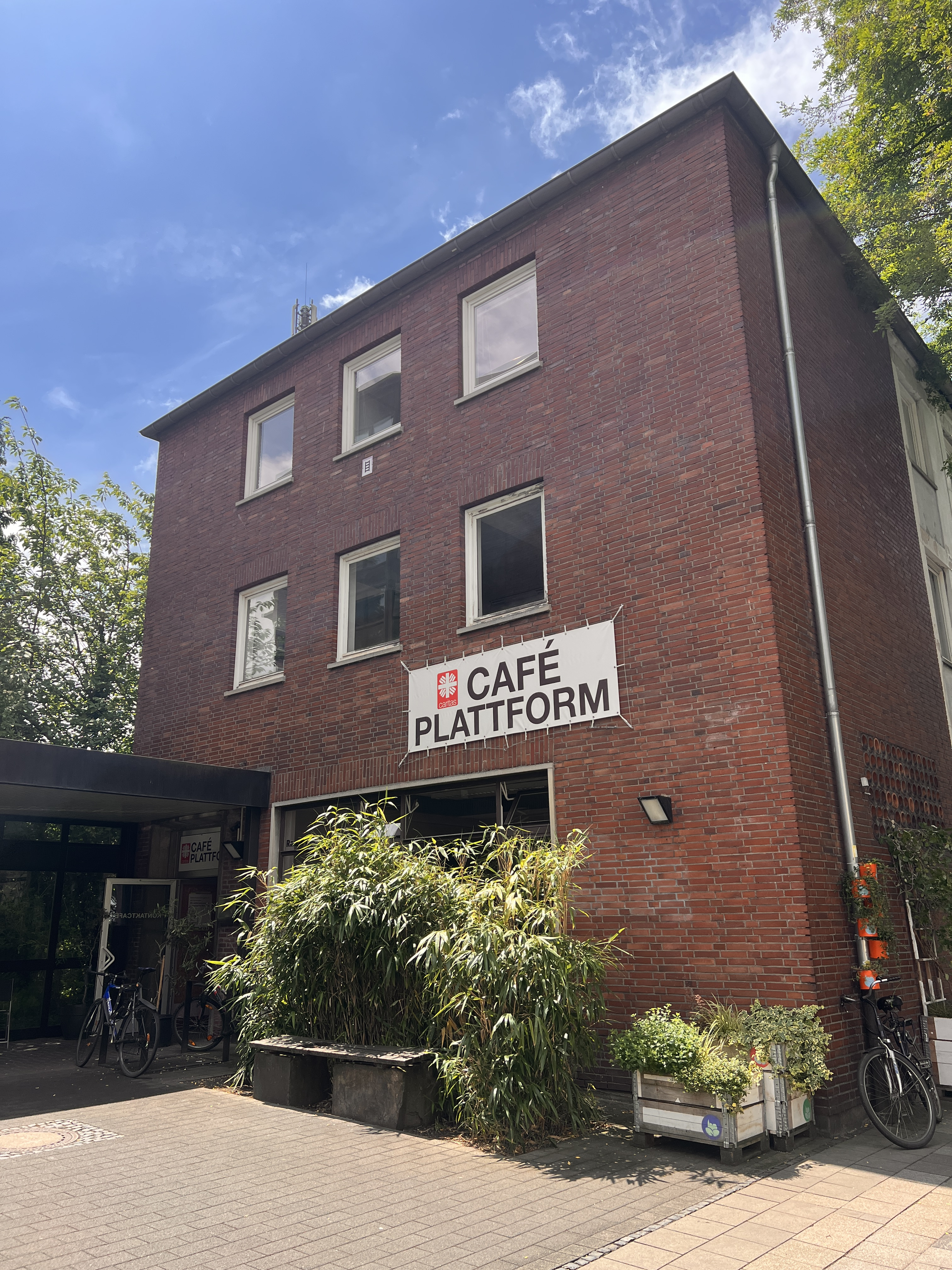
Das Café Plattform, eine soziale Einrichtung der Caritas Aachen, insbesondere für Obdachlose.

Dem Verband zugehörig sind Einrichtungen des Gesundheitswesens, der Kinder- und Jugendhilfe, Altenhilfe, der Suchtkrankenhilfe, der Sozialpsychiatrischen Beratungsdienste, der Behindertenhilfe sowie viele weitere soziale Einrichtungen. Mit 24.391 Einrichtungen und über einer Million Plätzen/Betten ist er unter den Wohlfahrtsverbänden in Deutschland hinsichtlich der Größenordnung der größte Wohlfahrtsverband, gefolgt von dem Diakonischen Werk (evangelische Kirche), dem Deutschen Roten Kreuz, der AWO – Arbeiterwohlfahrt (SPD-nahe Organisation), dem Paritätischen Wohlfahrtsverband und anderen.
Nahezu jeder Kreis-, Regional- oder Bezirksverband – zugehörig zu den jeweiligen Diözesanverbänden – unterhält neben den spezialisierteren Fachdiensten und -einrichtungen auch einen sogenannten Grunddienst der Allgemeinen Sozialberatung, unter alternativer Bezeichnung auch Allgemeine Soziale Beratung (ASB), Allgemeiner Sozialer Dienst – nicht zu verwechseln mit den gleichnamigen Diensten (ASD) der Jugendämter – oder auch Allgemeine Lebensberatung genannt, der neben einem eigenen Beratungs- und Unterstützungsprofil für jedermann, also Menschen mit unterschiedlichsten Fragestellungen oder in schwierigen Lebenssituationen, auch als erste Anlauf-, Informations- bzw. sogenannte Clearingstelle zur Verfügung steht.
In strukturschwachen Gebieten oder solchen in Diasporasituation arbeitet die Caritas auch mit anderen Trägern, vorzugsweise mit der evangelischen Diakonie, zusammen und bildet Dienste in gemeinsamer christlicher Trägerschaft.
Beispiele für Arbeitsfelder sind:
- Allgemeine soziale Beratungsdienste (zum Beispiel Allgemeine Sozialberatung als Beratungs-Grunddienst der Caritas)
- Altenhilfe (zum Beispiel Altenpflegeheime, Begegnungsstätten). Die Caritas Trägergesellschaft Trier von 1987 [ctt e. V.] als ein Gesundheitskonzern unter dem Dach der Muttergesellschaft
- Arbeit und Arbeitslosigkeit (zum Beispiel Beschäftigungsunternehmen, Jugendarbeitshilfe)
- Aus- und Fortbildung von Mitarbeitern, überregional durch die Caritas Akademien,[41] durch regionale Caritas Akademien[42] und berufsspezifische Angebote[43]
- Begleitung und Förderung junger Menschen im Bundesfreiwilligendienst und Freiwilligem Sozialem Jahr
- Behindertenhilfe (zum Beispiel Beratungsstellen, OBA – Offene Behindertenarbeit, Schulen, Ausbildung und Eingliederung, Wohnangebote, Werkstatt für behinderte Menschen (WfbM), begleitetes ambulantes Wohnen usw.)
- CARIsatt-Läden oder Tafeln – zusammen mit Tafel (Organisation) – (Lebensmittelausgabe- und -sammlungsstellen für Bedürftige)
- Caritas Secondhand-Läden („Carla“)
- Familienhilfe (zum Beispiel Mutter-Kind-Kuren, auch Vater-Kind-Kuren, zusammen mit dem Müttergenesungswerk, Frauenhäuser, Beratungsstellen für Ehe-, Familien- und Lebensfragen und Schwangerschaftskonflikte)
- Gemeindeorientierte Soziale Arbeit (Caritas der Gemeinde – Dienste für/mit den katholischen Pfarrgemeinden)
- Gemeinwesenarbeit in Sozialen Brennpunkten
- Hilfe in besonderen sozialen Schwierigkeiten (zum Beispiel Suchtberatung, Sozialpsychiatrische Dienste, Wohnungslosenhilfe, Strafentlassenenbetreuung, Bahnhofsmission, Beratung für Prostituierte (Mitternachtsmission))
- Gesundheit (zum Beispiel Kindererholungen), Krankenhäuser, Hospizarbeit[44]
- Jugendhilfe (zum Beispiel Erziehungsberatungsstellen, Heimerziehung, Kindergärten, Kindertagesstätten, Kinder- und Jugendsozialarbeit)
- Kleiderkammern und -börsen, Möbel- und Hausratlager
- Krankenpflege (Caritas-Sozialstationen, Pflegekurse für Angehörige)
- Migration (zum Beispiel Beratung für Migranten – Migrationserstberatung, Asylbewerber, Flüchtlinge, Aussiedler, Auswanderer)
- Sozialpsychiatrische Dienste (SpDi)
- Telefonseelsorge (meistens ökumenisch zusammen mit dem Diakonischen Werk)
- In Frankfurt am Main arbeiten unter anderem Missionsärztliche Schwestern in der Elisabeth-Straßenambulanz[45] der Caritas in der ärztlichen Versorgung von Obdachlosen.[46]

## Schwangerschaftskonfliktberatung

### Ehemalige Beratungsstellen
Bis ins Jahr 1999 führten Schwangerschaftskonfliktberatungsstellen der Caritasverbände Beratungen nach dem § 219 des deutschen Strafgesetzbuches (StGB) durch. Um den rechtlichen Anforderungen dieser ergebnisoffenen Beratungen zu genügen, stellten sie Frauen auch eine Bescheinigung über den Besuch der Beratungsstelle aus, die für einen straffreien Schwangerschaftsabbruch genutzt werden konnten. Diese Praxis untersagte Papst Johannes Paul II. unter Berufung auf sein Jurisdiktionsprimat den katholischen Verbänden Caritas und Sozialdienst katholischer Frauen, weil er sie als Beihilfe zu einer im katholisch-christlichen Sinne verwerflichen Abtreibung wertete. Die Entscheidung war in Deutschland gesellschaftlich und innerkirchlich sehr umstritten.
Gegner der Anordnung, zu denen mehr oder weniger offen auch einige Mitglieder der deutschen Bischofskonferenz zählten, bemängelten, die katholische Kirche verschließe Frauen im Schwangerschaftskonflikt die Tür. Diese könnten nun katholische Beratungsstellen nicht mehr besuchen, wenn sie eine Abtreibung als Option in Betracht zögen oder müssten unter Umständen nach einer katholischen Beratung eine weitere Beratungsstelle aufsuchen, um die notwendige Bescheinigung zu erhalten. Da auch die staatliche Finanzierung der Beratungsstellen nach § 219 StGB von der Akzeptanz der gesetzlichen Rahmenbedingungen abhing, mussten in Folge zahlreiche katholische Konfliktberatungsstellen schließen.

### Heutige Beratungsstellen
Katholische Laien gründeten daraufhin verschiedene Vereine (wie zum Beispiel donum vitae oder Frauenwürde) und bauten, teilweise mit ehemaligen Caritas- und SKF-Mitarbeiterinnen, ein eigenes Netz von Konfliktberatungsstellen auf. Der Vatikan hat die Arbeit dieser von der Amtskirche unabhängigen Organisation mehrfach scharf verurteilt, weil sie das päpstliche Verbot umgeht, an das kirchliche Einrichtungen sich halten mussten.

## Fachverbände des Deutschen Caritasverbandes
Dem Deutschen Caritasverband sind 17 Fachverbände angeschlossen:

### Fachverbände auf Bundesebene
- Bundesverband katholischer Einrichtungen und Dienste der Erziehungshilfen e. V. (BVkE), Freiburg
- Bundesverband Katholischer Vorsorge- und Rehabilitationseinrichtungen für Kinder und Jugendliche e. V., Freiburg
- Caritas Behindertenhilfe und Psychiatrie e. V. (CBP), Freiburg
- Caritas-Konferenzen Deutschlands e. V. – Das Netzwerk von Ehrenamtlichen (CKD)
- Katholischer Krankenhausverband Deutschlands e. V. (KKVD), Freiburg
- Verband katholischer Altenhilfe in Deutschland (VKAD), Freiburg
- Verband katholischer Tageseinrichtungen für Kinder e. V. (KTK), Freiburg

### Fachverbände
- Familien-Ferien-Werk e. V., Wermelskirchen
- IN VIA – Katholischer Verband für Mädchen- und Frauensozialarbeit – Deutschland e. V., Freiburg
- Katholischer Arbeitskreis für Familien-Erholung, Köln
- Katholische Jugendfürsorge – Landesverband Bayern e. V. (KJF), Augsburg
- Kreuzbund e. V. – Selbsthilfe- und Helfergemeinschaft für Suchtkranke und deren Angehörige, Hamm
- Malteser Hilfsdienst e. V., Köln
- Sozialdienst katholischer Frauen (SkF) – Zentrale e. V., Dortmund
- SKM – Katholischer Verband für soziale Dienste in Deutschland – Bundesverband e. V., Köln
- Raphaelswerk e. V., Hamburg
- Gemeinschaft der Vinzenz-Konferenzen Deutschlands e. V. (VKD), Düsseldorf
- Katholischer Männerfürsorgeverein, München (KMFV)
- Caritas-Gemeinschaftsstiftung im Erzbistum Berlin

### Mitgliedschaften
- Mitglied der Europäischen Bewegung Deutschland[48]
- Gründungsmitglied der Aktion Mensch

## Logo
Der Grafiker Bert Jäger entwarf 1962 das „Flammenkreuz“ der Caritas, ein Kreuz, aus dem in vier Richtungen stilisierte Flammen schlagen. Die senkrechte Linie des Kreuzes soll die Verbindung zwischen Gott und den Menschen symbolisieren, die waagerechte die „Verantwortung der Menschen untereinander und für einander“, die Flammen stehen für Wärme, Beistand und Hilfe, die die Caritas erfahrbar machen sollen, so die Darstellung beim Caritasverband der Erzdiözese München und Freising e. V.

## Kritik
Die Caritas geriet im Februar 2021 in die Kritik, weil die Dienstgeberseite der Arbeitsrechtlichen Kommission des Deutschen Caritasverbandes einem allgemeinverbindlichen Tarifvertrag in der Altenpflege die Zustimmung verweigerte und dieser damit nicht in Kraft treten konnte. Der Tarifvertrag hätte laut der Gewerkschaft Verdi für einige Beschäftigte der Altenpflege Lohnsteigerungen bis zu 25 Prozent vorgesehen. Gerade die privaten Anbieter, die oft nur den Pflegemindestlohn zahlen, hätten ihre Beschäftigten deutlich besser honorieren müssen. Der Präsident des bpa Arbeitgeberverbandes, Rainer Brüderle, begrüßte das Scheitern des Flächentarifvertrages als Bekenntnis zur Tarifautonomie. Caritas-Präsident Peter Neher wiederum bedauerte die Entscheidung der Arbeitsrechtlichen Kommission der Caritas, sprach sich aber nicht dafür aus, die Entscheidung rückgängig zu machen.

## Philatelistisches
Zum 100-jährigen Jubiläum des Caritasverbandes gab die Deutsche Post AG am 6. November 1997 eine 110-Pfennig-Sondermarke heraus. Zum 125-jährigen Jubiläum wurde am 2. November 2022 ein Postwertzeichen im Nennwert von 85 Eurocent veröffentlicht. Der Entwurf dieser Marke stammt von den Grafikern Annette le Fort und André Heers aus Berlin.